# Куп пет нација 1979.
Куп пет нација 1979. (службени назив: 1979 Five Nations Championship) је било 85. издање овог најелитнијег репрезентативног рагби такмичења Старог континента. а 50. издање Купа пет нација.
Такмичење је освојио Велс.

## Учесници
Напомена:
Северна Ирска и Република Ирска наступају заједно.
|   | Селекција                      | Стадион                             | Селектор      |
| - | ------------------------------ | ----------------------------------- | ------------- |
| 1 | Рагби репрезентација Француске | Парк принчева, Париз (48 718)       | Жан Декло     |
| 2 | Рагби репрезентација Енглеске  | Стадион Твикенам, Лондон (82 000)   | Питер Колстон |
| 3 | Рагби репрезентација Шкотске   | Стадион Марифилд, Единбург (67 144) | Нејрин Меквин |
| 4 | Рагби репрезентација Велса     | Кардиф армс парк, Кардиф (65 000)   | Џон Љојд      |
| 5 | Рагби репрезентација Ирске     | Ленсдаун роуд, Даблин (48 000)      | Ноел Марфи    |

## Такмичење
Ирска - Француска 9-9
Шкотска - Велс 13-19
Велс - Ирска 24-21
Енглеска - Шкотска 7-7
Француска - Велс 14-13
Ирска - Енглеска 12-7
Енглеска - Француска 7-6
Шкотска - Ирска 11-11
Француска - Шкотска 21-17
Велс - Енглеска 27-3

## Табела
|   | Селекција                      | ИГ | Д | Н | И | ПД | ПП | ПР  | Б |  |
| - | ------------------------------ | -- | - | - | - | -- | -- | --- | - |  |
| 1 | Рагби репрезентација Велса     | 4  | 3 | 0 | 1 | 83 | 51 | +32 | 6 |  |
| 2 | Рагби репрезентација Француске | 4  | 2 | 1 | 1 | 50 | 46 | +4  | 5 |  |
| 3 | Рагби репрезентација Ирске     | 4  | 1 | 2 | 1 | 53 | 51 | +2  | 4 |  |
| 4 | Рагби репрезентација Енглеске  | 4  | 1 | 1 | 2 | 24 | 52 | -28 | 3 |  |
| 5 | Рагби репрезентација Шкотске   | 4  | 0 | 2 | 2 | 48 | 58 | -10 | 2 |  |